# Brandenburg-Rundfahrt
Die Brandenburg-Rundfahrt ist ein ehemaliges deutsches Straßenradrennen. Veranstalter ist der Radsport Brandenburg e. V.
Das Etappenrennen wurde durch den Verein Radsport Brandenburg e. V. veranstaltet und gehörte zur U23-Radbundesliga. Es wurde 2001 erstmals ausgetragen. Nach den ersten drei Austragungen pausierte die Rundfahrt drei Jahre lang, 2007 jedoch wurde der Rennbetrieb wieder aufgenommen. Das Rennen fand jährlich im September statt und beinhaltet neben flachen Rundstreckenrennen und Etappen mit mittelschweren Profilen auch Zeitfahren. Die Rundfahrt führt überwiegend über schlechten Straßen in Brandenburg, mitunter führt der Kurs auch durch das angrenzende Polen. 
Im Jahre 2008 fand die Rundfahrt vom 9. bis 14. September statt. Es gab fünf Etappen, die in Spremberg, Senftenberg, Guben, Velten und Templin starteten. Der Gewinner war wie im Vorjahr der Olympiateilnehmer und Silbermedaillengewinner von Peking Roger Kluge.
Im Jahr 2009 musste die geplante Rundfahrt aufgrund fehlender Unterstützung durch Etappenstädte und Sponsoren abgesagt werden, auch später kam es nicht zu einer Neuauflage.

## Sieger
- 2008  Roger Kluge
- 2007  Roger Kluge
- 2004–2006 nicht ausgetragen
- 2003  Jean Nuttli
- 2002  Timo Scholz
- 2001  Christian Lademann